# آندرش سودرهلم
آندرش سودرهُلم (به سوئدی، Anders Söderholm) زاده ۴ آبان ۱۳۴۰ خورشیدی (۲۶ اکتبر ۱۹۶۱ میلادی) در شهر مورْیَرْوْ (به سوئدی، Morjärv)، از توابع استان نوربوتن؛ وی استاد اقتصاد بازرگانی در مدرسه بازرگانی اومئو بوده و رئیس فعلی دانشگاه مید سوئیدن میباشد. سودرهلم مدرک دکترای خویش را در سال ۱۳۷۰ (۱۹۹۱ میلادی) از دانشگاه اومئو با ارائه پایان‌نامه در زمینه سازماندهی سیاستهای صنعتی محلی دریافت کرد. در سال ۱۳۸۵(۲۰۰۵ میلادی) وی به درجه استادی در مدیریت بازرگانی رسید.
آندرش سودرهُلم همچنین مدتی را به عنوان پژوهشگر مهمان در دانشگاههای استنفورد آمریکا، کی تی اچ سوئد و اوبو آکادمی فنلاند سپری کرده و هم‌اکنون رئیس Swedish Project Academy است. او در سالهای ۱۳۸۲–۱۳۷۹ ریاست مدرسه بازرگانی اومئو را عهده دار بوده است.